# Neptis nicobarica
Neptis nicobarica är en fjärilsart som beskrevs av Moore 1877. Neptis nicobarica ingår i släktet Neptis och familjen praktfjärilar. Inga underarter finns listade i Catalogue of Life.